# Bukovce
Bukovce (in ungherese Bukóc) è un comune della Slovacchia facente parte del distretto di Stropkov, nella regione di Prešov.